# أيل الألب المسكي
أيل الألب المسكي (الاسم العلمي: Moschus chrysogaster) نوع من الثدييات يتبع جنس الأيل المسكي من فصيلة الأيائل المسكية.